# AB Ge 4/4
Als Ge 4/4 1 wurde die einzige Lokomotive der Appenzeller Bahnen bezeichnet.

## Geschichtliches

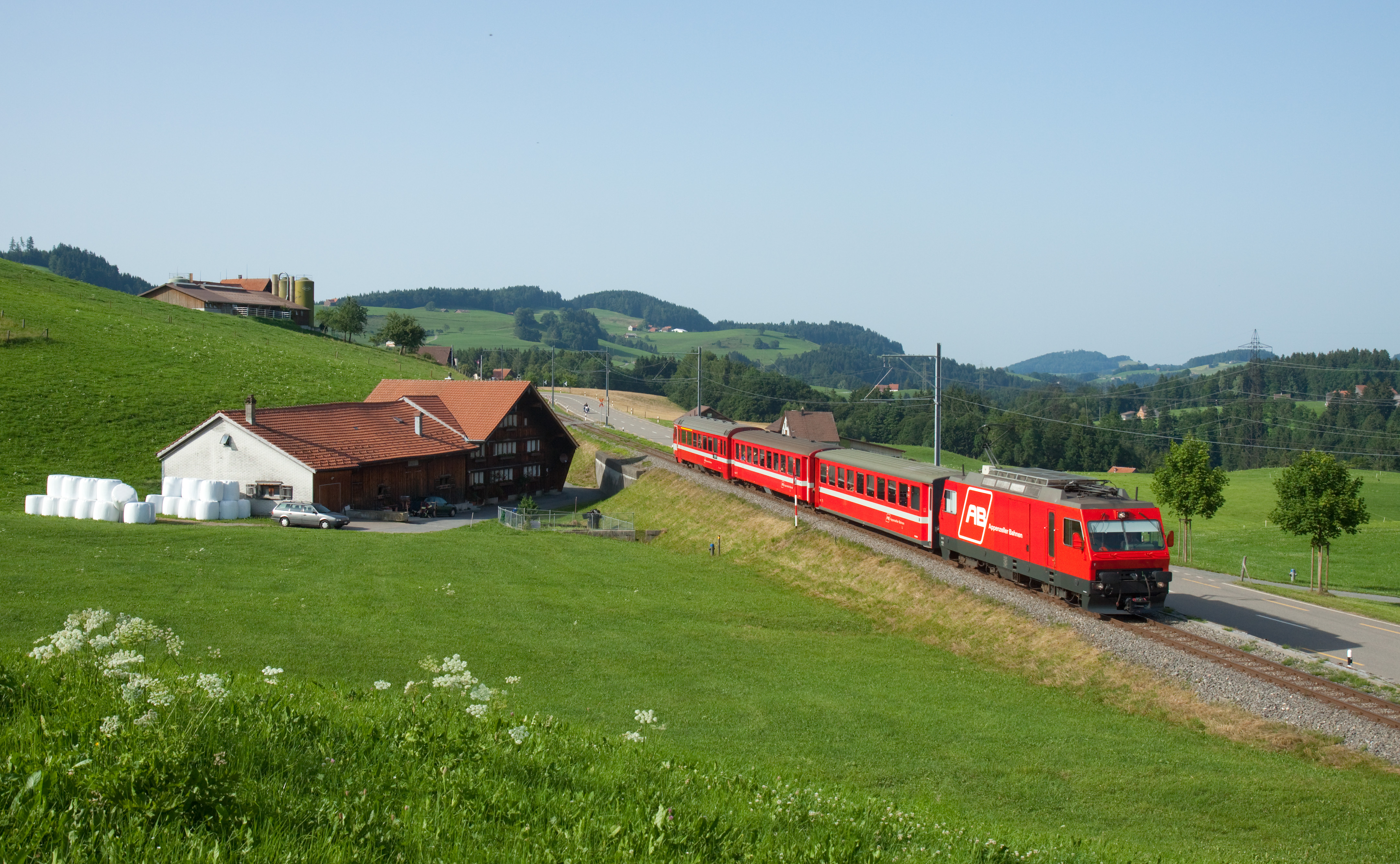
AB Ge 4/4 1 zwischen Waldstatt und Zürchersmühle

Als im Jahr 1978 der Güterverkehr der Appenzeller Bahn auf Rollböcke umgestellt wurden, kamen zu Beginn der Triebwagen ABe 4/4 43 und später die ABDeh 4/4 1–5 zum Einsatz. Die Triebwagen kamen jedoch an die Grenze ihrer wirtschaftlichen Einsatzdauer und es war an der Zeit für die Beschaffung eines neuen Triebfahrzeugs.
Das Pflichtenheft der Lokomotive sah vor, dass diese für die Beförderung von Güterzügen und Personenzügen ausgelegt sein muss. Für eine solche Aufgabe war zum damaligen Zeitpunkt kein vergleichbares Fahrzeug bei anderen Bahnen mit gleichem Stromsystem im Einsatz, welches hätte nachgebaut werden können. Deshalb wurde ein neues Fahrzeug konzipiert, bei dem so weit wie möglich auf Komponenten anderer Fahrzeugserien zurückgegriffen wurde. Für die Beförderung von Personenzügen musste die Lokomotive ausserdem von den bestehenden Steuerwagen aus fernsteuerbar sein.
Der Auftrag für die Entwicklung und Produktion wurde an ein Konsortium bestehend aus Stadler Rail Bussnang, der Schweizerischen Lokomotiv- und Maschinenfabrik und ABB vergeben.

## Technisches

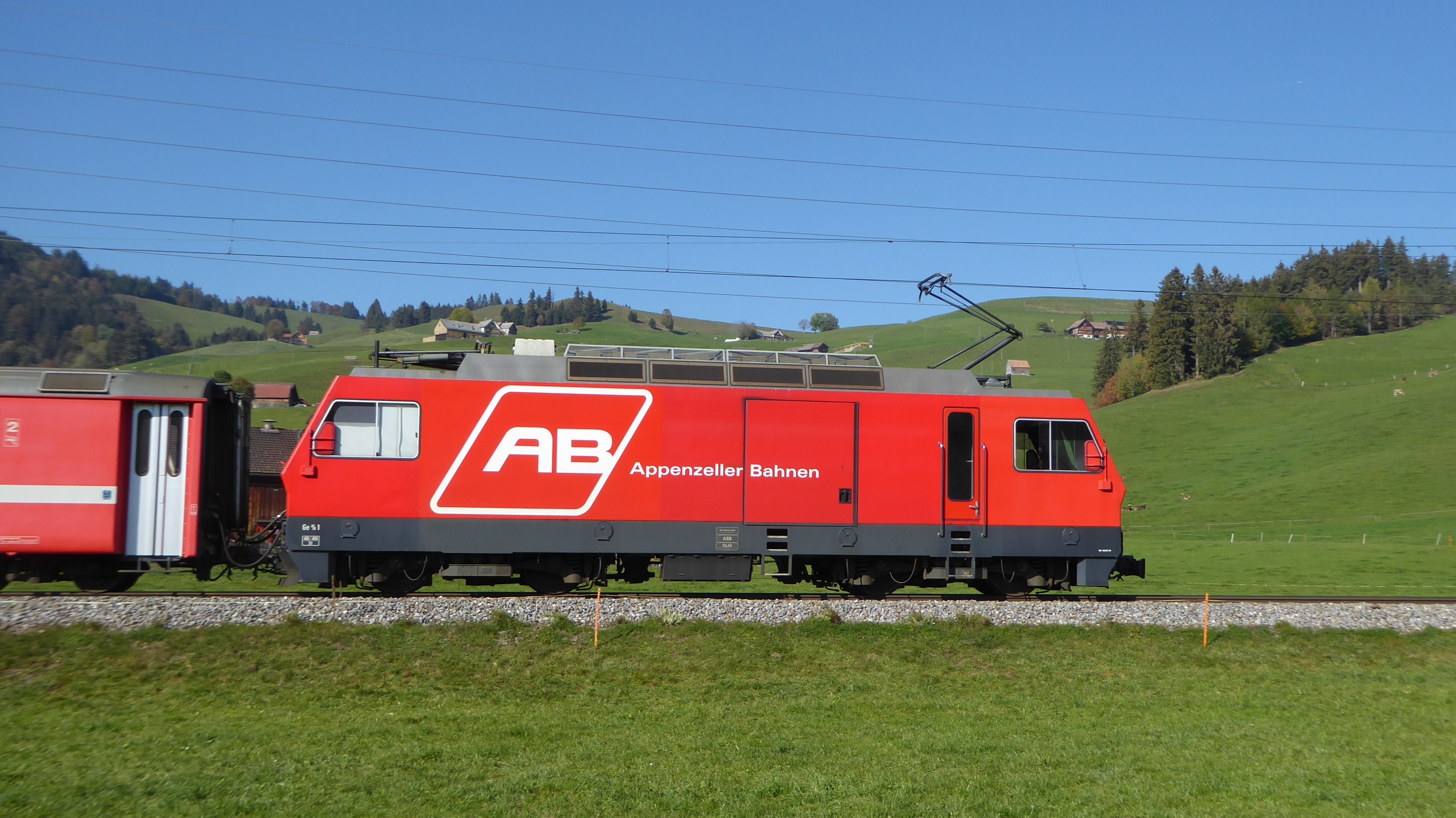
Ge 4/4 1 mit einem Pendelzug bei Gonten

SLM lieferte die beiden schmalspurigen Drehgestelle, die jenen der Ge 4/4III der Rhäthischen Bahn entsprechen. Auch die Drehstrom-Asynchron-Fahrmotoren von ABB sind identisch mit der RhB-Lokomotiven. Der Kasten war eine Einzelanfertigung von Stadler Fahrzeuge AG, Bussnang, die Pneumatikausrüstung und die Gepäckraumtore waren identisch mit den BDe 4/4II 34–35, neu 44–45. Die elektrische Ausrüstung stammt von ABB und entsprach einer «halben» RhB-Lok. Die Fahrmotorsteuerung war mit GTO-Thyristoren aufgebaut und wurde auf Gleichstrombetrieb angepasst, wie er z. B. auch bei den Ge 4/4 der MOB zum Einsatz kommt. Die Führerstandsausrüstungen entsprachen den AB-Pendelzügen.
Nachdem der Güterverkehr mit Rollböcken eingestellt worden war, wurden die höher angebrachten Puffer und Zughaken für Normalspurwagen im Jahre 2010 entfernt.
Für die Beförderung von Personenzügen gab es in der Lokomotive ebenfalls ein Gepäckabteil mit 8 m² Ladefläche und maximal 3 t Lademasse.

## Einsatz
Ursprünglich für den Güterverkehr auf Rollböcken beschafft, verkehrte die Ge 4/4 1 ab 2010 fast ausschliesslich als Triebfahrzeug eines Pendelzuges. 2012 erhielt die Lokomotive einen Jubiläumsanstrich für das 500-jährige Jubiläum der Zugehörigkeit von Appenzell zur Eidgenossenschaft.
Nachdem das Fahrzeug einige Jahre nicht mehr im Einsatz stand, wurde es als Ersatzteilspender für die vor allem beim elektrischen Teil ähnlich aufgebauten Ge 4/4III an die RhB verkauft und im Oktober 2023 nach Landquart überführt. Im November 2023 wurde der ausgeschlachtete Lokomotivkasten zum Abbruch überführt.